# Ingegneria naturalistica
L'ingegneria naturalistica è una disciplina tecnico-scientifica che studia le modalità di utilizzo, come materiale da costruzione, della componente vegetale viva (piante o parti di esse) in abbinamento con inerti non cementizi quali il pietrame, la terra, il legname, l'acciaio, nonché in unione con stuoie in fibre vegetali o sintetiche, principalmente per interventi di sistemazione idrogeologica legati alla consolidazione del terreno nelle zone soggette ad erosione. L’utilizzo di materiali vivi con svariate funzioni è una usanza abbastanza antica, ma un forte impulso allo sviluppo dell’ingegneria naturalistica si è avuto a partire dagli anni novanta circa nel tentativo di rispondere alla necessità di coniugare contemporaneamente la messa in di sicurezza delle zone a rischio idrogeologico con la salvaguardia dell’ambiente minimizzando gli impatti ambientali delle opere di difesa del suolo. Si tratta di una scienza trasversale che, per le molteplici possibilità applicative, richiede da parte del tecnico operante una preparazione di base afferente a più discipline scientifiche, che si integrano a seconda della complessità del contesto di intervento (topografia, geologia, pedologia, litologia, idrologia, ecologia, botanica, biologia, etologia, ingegneria idraulica, geotecnica e civile, selvicoltura e climatologia).

## Materiali

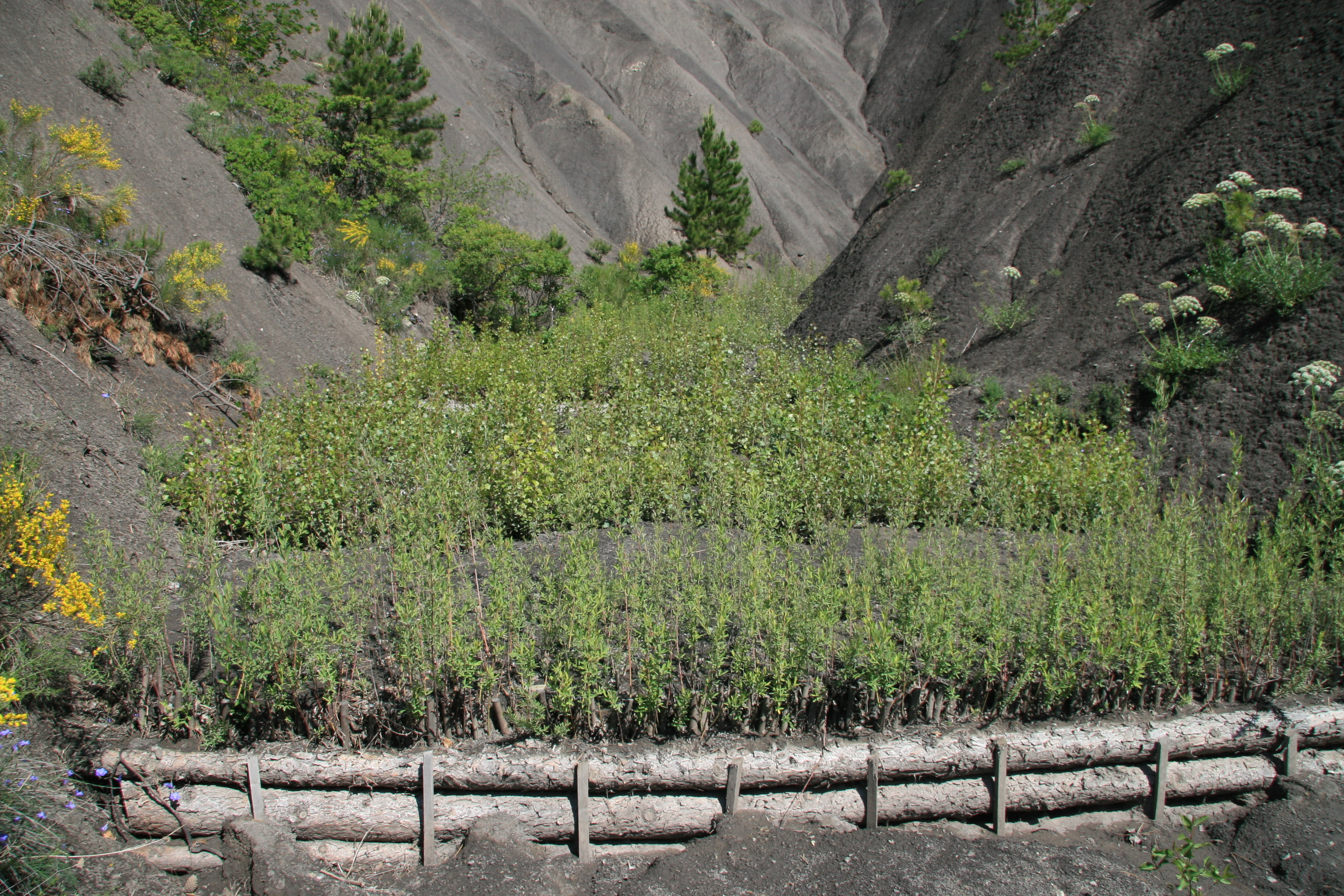
Esempio di barriera vegetale creata su un pendio instabile a monte della Durance per intrappolare il materiale di accumulo (Alpi dell'Alta Provenza)

Peculiarità dell’ingegneria naturalistica è la possibilità di reperire in loco la maggior parte dei materiali utilizzati per gli interventi con minori impatti ambientali in fase di realizzazione e riduzione dei costi.
Sono impiegati principalmente materiali naturali vivi (vegetali) uniti a materiali inerti naturali (legname, pietrame, fibre vegetali) e industriali (ferro, fibre sintetiche).

### Vegetali
Le piante svolgono un ruolo fondamentale nella prevenzione del dissesto idrogeologico con la stabilizzazione di scarpate e sponde sia da un punto di vista idrologico che meccanico. Nel primo caso, intercettando la pioggia proteggono il suolo dal fenomeno dello splash detachment ed incrementando l’evapotraspirazione; nel secondo caso, tramite l’apparato radicale, svolgono un’azione coesiva nei confronti del terreno proteggendolo dall’erosione legata allo scorrimento superficiale delle acque di runoff. Nei casi in cui le tecniche di ingegneria naturalistica siano applicate alla difesa spondale in ambiti fluviali, esse permettono di ottenere ulteriori benefici riducendo l’espansione laterale dei corsi d’acqua, e favorendo la rinaturalizzazione e il rafforzamento del ruolo ecologico del corridoio fluviale con lo sviluppo di condizioni favorevoli (ombreggiatura, diminuzione apporto sedimenti, rimozione inquinanti...) allo sviluppo di microhabitat. Infine, la componente vegetale ricopre un ruolo di mitigazione dell'impatto ambientale e ha forte valenza estetico-paesaggistica. Per questo motivo spesso le opere di ingegneria naturalistica ricadono nella categoria più ampia di Nature-based solutions. Il materiale vegetale include sementi, talee, astoni, ramaglie e zolle erbose, il cui impiego è differente ed è legato alle caratteristiche del luogo e alle finalità dell’intervento (riduzione dell’erosione, stabilizzazione superficiale…). Esistono regole ben precise al loro utilizzo e requisiti necessari alla buona riuscita degli interventi tra cui l’essere specie autoctone e avere una veloce capacità rigenerativa, buone caratteristiche tecniche e un apparato radicale profondo. Tra le specie più idonee figurano: salici, pioppi, ontani e tamerici.

### Legname
Il materiale ligneo svolge essenzialmente una funzione di sostegno, soprattutto nella fase appena successiva alla realizzazione dell’intervento quando la componente vegetale non è ancora sufficientemente sviluppata e in grado di assolvere a tutte le funzioni. Vengono utilizzati principalmente tronchi di varie dimensioni appartenenti a specie arboree con buone caratteristiche in termini di densità, durabilità e resistenza (ad esempio: castagno, abete, larice).

### Pietrame
Se di grandi dimensioni, viene impiegato con scopi di sostegno e consolidamento, altrimenti come materiale di riempimento ad esempio nelle gabbionate e nelle palificate. In ambito fluviale, in particolare, costituisce soluzioni idonee a proteggere il piede delle sponde dal fenomeno dello scalzamento, grazie alla elevata capacità di resistenza agli sforzi messi in campo dalle correnti, oltre che per la realizzazione di opere direttamente in alveo con funzioni ecologiche come nel caso delle scale di risalita per l’ittiofauna.

### Acciaio
Le funzioni principali riguardano la giunzione degli elementi costruttivi tra loro e l’ancoraggio degli stessi al terreno (tramite chiodi, graffe e funi) e il rivestimento di scarpate soggette a caduta massi qualora altri interventi non risultino praticabili.

### Fibre
Si differenziano a seconda che siano di origine naturale e costituiti da fibre vegetali quali legno, cocco e paglia (ad esempio biostuoie) oppure di origine industriale e composti da materiali sintetici (ad esempio geostuoie). Svolgono svariati compiti tra cui prevenzione dell’erosione, supporto allo sviluppo della vegetazione, drenaggio o impermeabilizzazione del terreno.

## Funzionalità e campi di applicazione

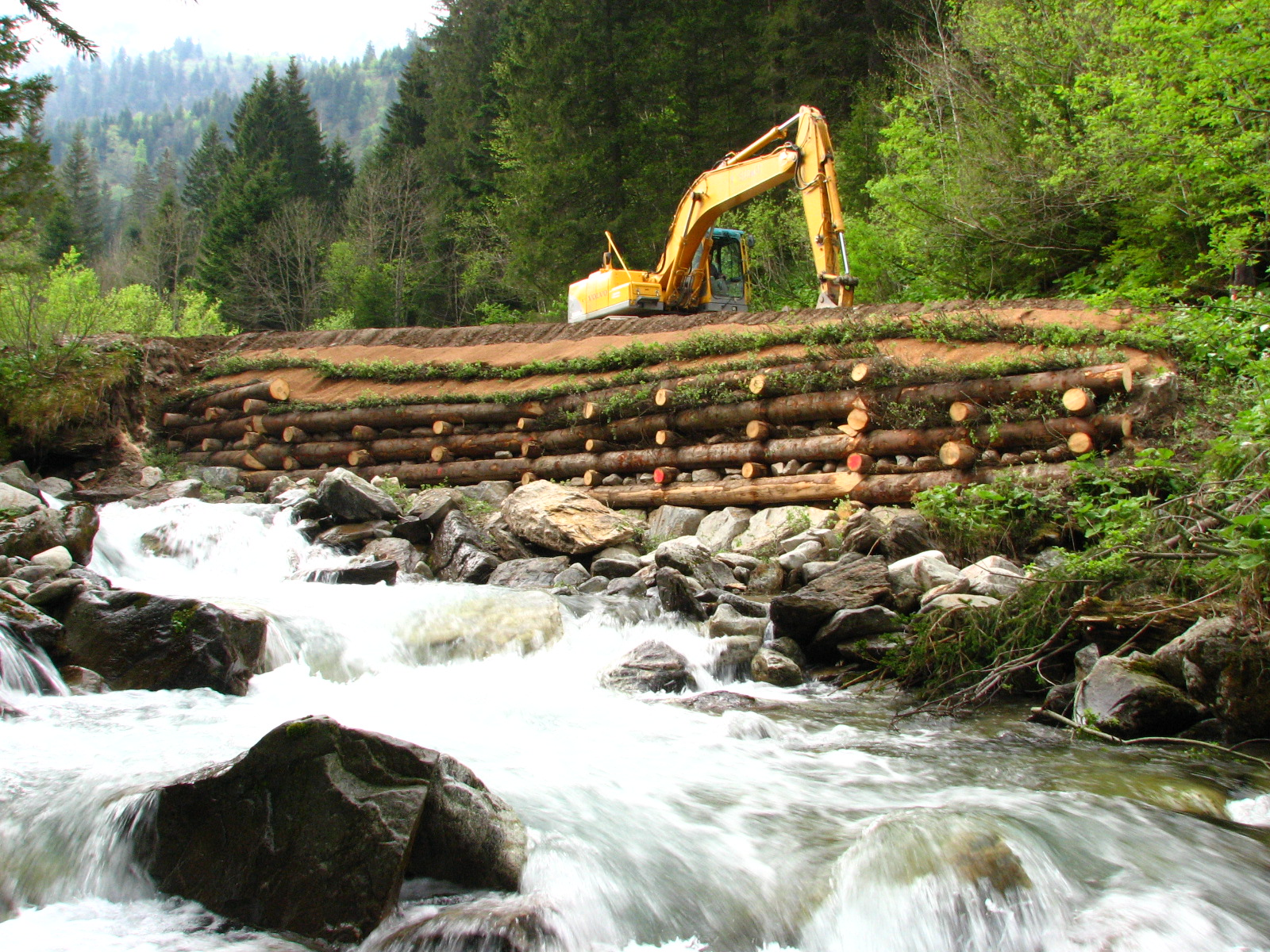
Realizzazione di un'opera di ingegneria vegetale sulle rive di un torrente nel bacino dell'Isère. Cinque anni dopo l'installazione, la vegetazione naturale ha colonizzato il pendio

Le tecniche di ingegneria naturalistica assolvono molteplici funzioni tra cui le principali sono:
- controllo dell’erosione superficiale e rivestimento (inerbimenti, biostuoie e geostuoie)
- stabilizzazione superficiale (palificate, viminate, fascinate)
- sostegno/consolidamento (gabbionate, scogliere)
- difesa da caduta massi

A queste si aggiungono parallelamente le funzioni:
- ecologiche e di riqualificazione fluviale
- di ripristino e rinaturalizzazione[14]
- di mitigazione degli impatti ambientali

In virtù della loro versatilità si prestano quindi per essere applicate in vari ambiti: sulle sponde di fiumi, torrenti e canali o direttamente nell’alveo degli stessi, sui versanti instabili, nelle massicciate ferroviarie o nei rilevati stradali, in aree dismesse e cave e nelle zone costiere e lagunari.

## Tecniche
Alcune tra le principali tecniche di ingegneria naturalistica sono:

### Palificata viva

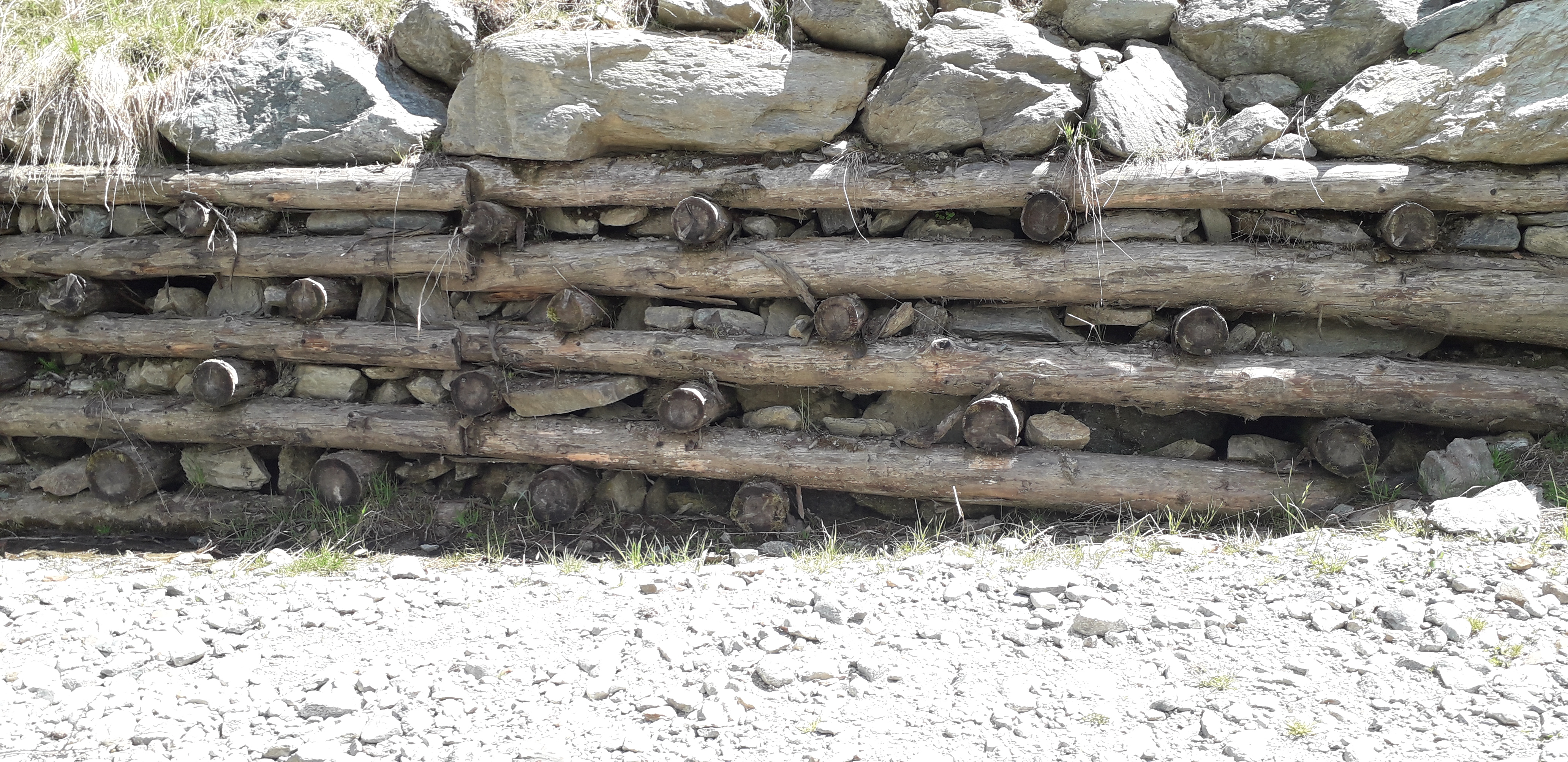
Palificata in Valmalenco

Consiste nella realizzazione di un ampio scavo con fondo in leggera contropendenza. Sul piano d’appoggio sono posizionati tronchi in legno in senso orizzontale (correnti), sia contro la parete che al margine dello scavo, legati tra loro con chiodature. Al di sopra si posizionano tronchi in senso perpendicolare (traversi) fissati a quelli sottostanti sempre tramite chiodature. Si prosegue in modo alternato per uno sviluppo verticale non superiore a 2-3 m. A seconda che le file di tronchi correnti siano due oppure una sola si parla rispettivamente di palificata doppia o semplice. In quest’ultimo caso, essendo i tronchi traversi non più fissati a quelli correnti nel lato di monte, hanno una forma appuntita per essere conficcati nel terreno. Le parti vuote vengono riempite con terra o anche con pietre mentre le talee sono messe a dimora esternamente.

### Viminata viva

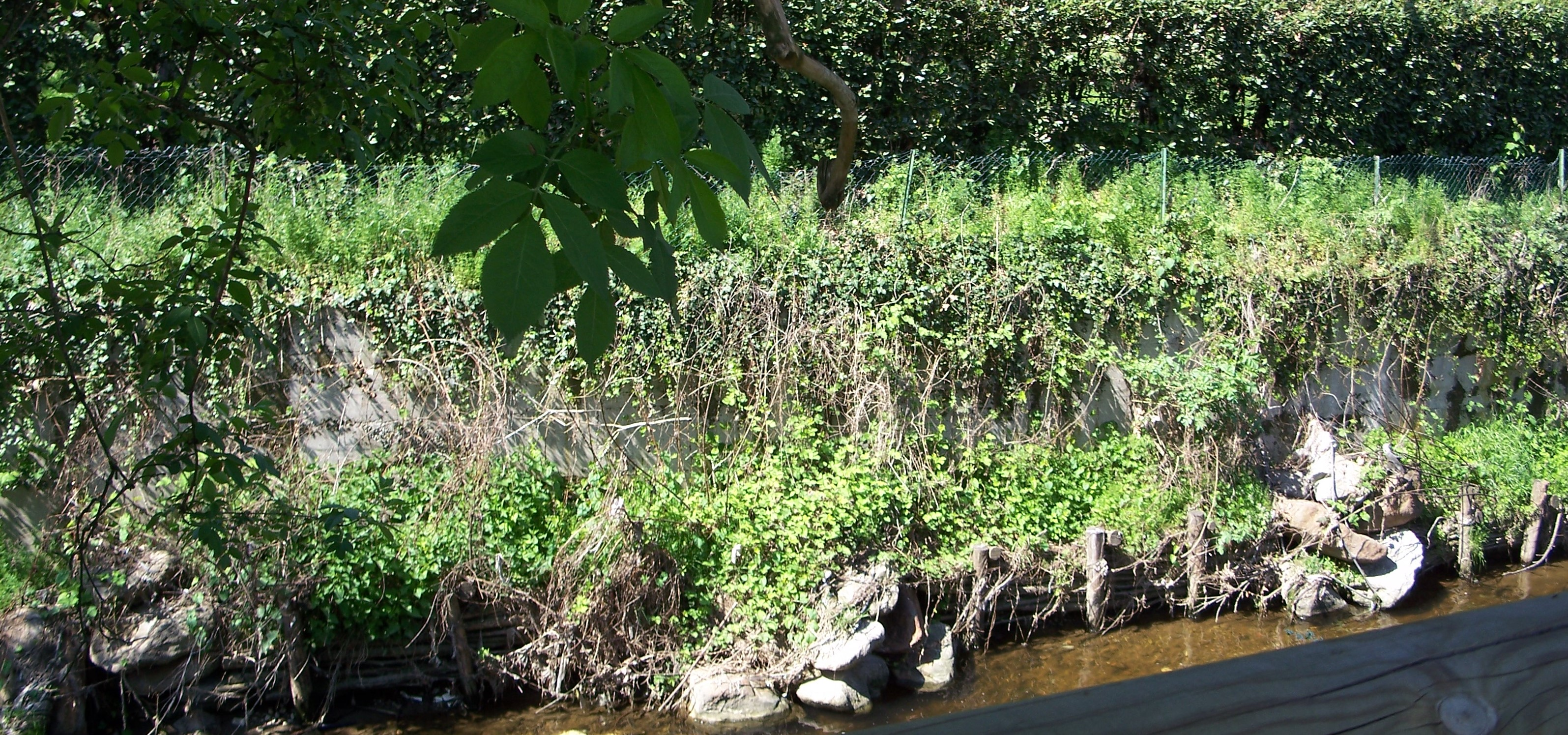
Fascinata viva sul fiume Seveso

Consiste nella posa di picchetti di legno infissi in profondità nel terreno a distanza ravvicinata lungo la scarpata su cui vengono intrecciate nella parte affiorante ramaglie con buona elasticità poi ricoperte con terreno nella parte inferiore per facilitare l’attecchimento. Nel caso in cui al posto delle ramaglie intrecciate si usino 2-3 file sovrapposte di tronchi tagliati a metà si parla di palizzate, a monte delle quali si mettono a dimora le talee.

### Fascinata viva
Consiste nella formazione di fascine di ramaglie con buone capacità vegetative posizionate poi all’interno di un solco scavato lungo e largo non più di mezzo metro e poi parzialmente ricoperte. Vengono fissate al terreno con picchetti di legno o materiale ferroso. È possibile la posa di più file di fascinate in genere seguendo l’andamento delle curve di livello.

### Scogliera in massi ciclopici

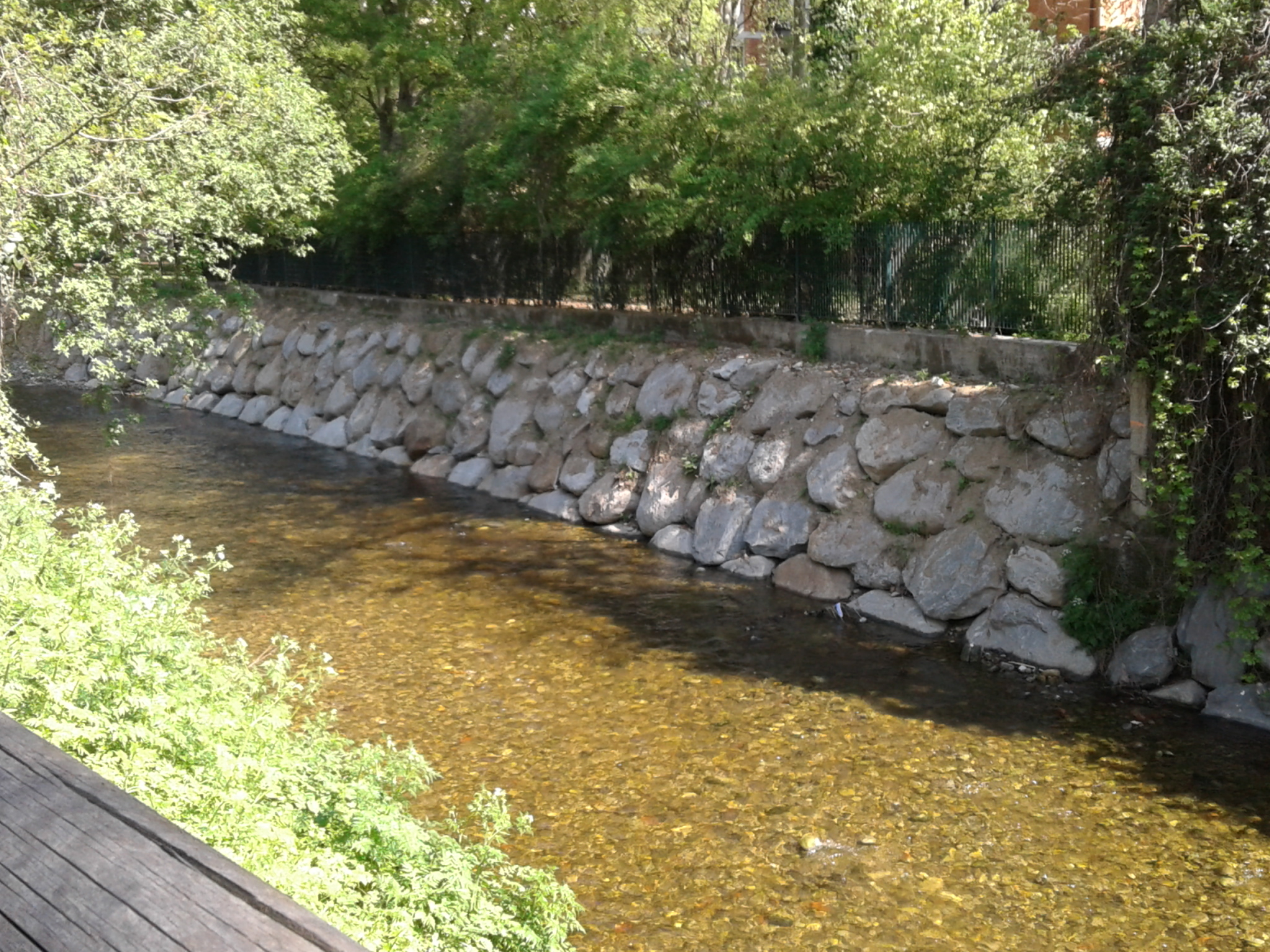
Scogliera in massi sul fiume Seveso

Si tratta di massi squadrati di grandi dimensioni (circa un metro di diametro) sovrapposti tra loro. Presentano un'elevata resistenza per cui vengono utilizzati con funzione di sostegno e, soprattutto negli ambienti fluviali, di protezione del piede di sponde e di altre opere di ingegneria naturalistica quali palificate e fascinate, soprattutto nella parte esterna delle anse fluviali dove la velocità della corrente e di conseguenza gli sforzi che questa esercita sono maggiori. Le fughe interstiziali possono essere riempite con terreno e adornate con piantine o talee, in questo caso si parla di scogliere rinverdite. I massi posti più in basso devono essere posizionati in parte al di sotto della quota di fondo per evitare lo scalzamento.

### Gabbionata

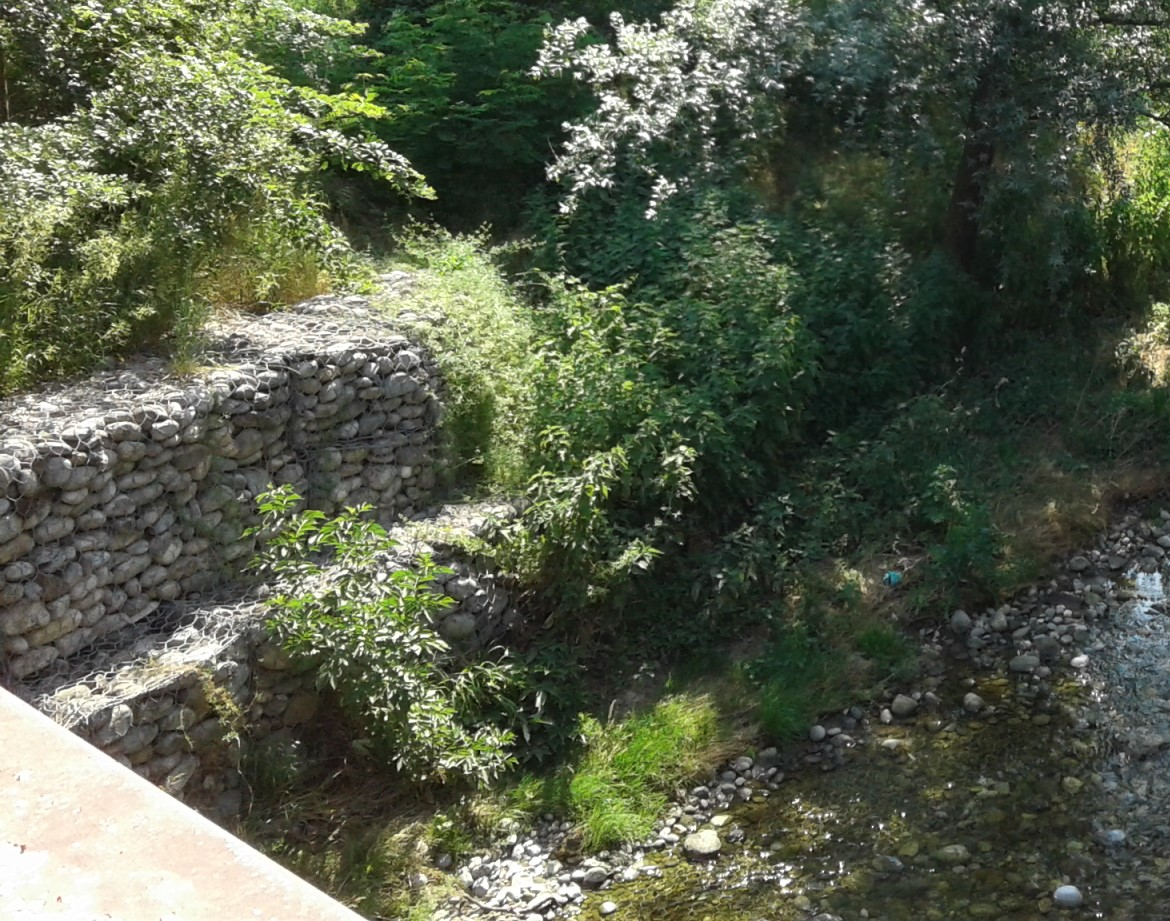
Gabbionata sul fiume Seveso

È composta da una serie di gabbie prefabbricate di rete metallica, solitamente a maglia esagonale, affiancate e sovrapposte e riempite con ciottoli e pietre di almeno 15 cm di diametro o, in ogni caso, maggiori delle dimensioni delle maglie. Le fughe interstiziali possono essere riempite con terreno e vi si possono inserire piantine o talee, in questo caso si parla di gabbionate rinverdite. Come le scogliere, sono adatte alla protezione del piede di sponda in ambienti fluviali e dei versanti. La prima fila delle gabbionate deve essere posta in parte sotto la quota di fondo per evitare lo scalzamento.

### Inerbimenti

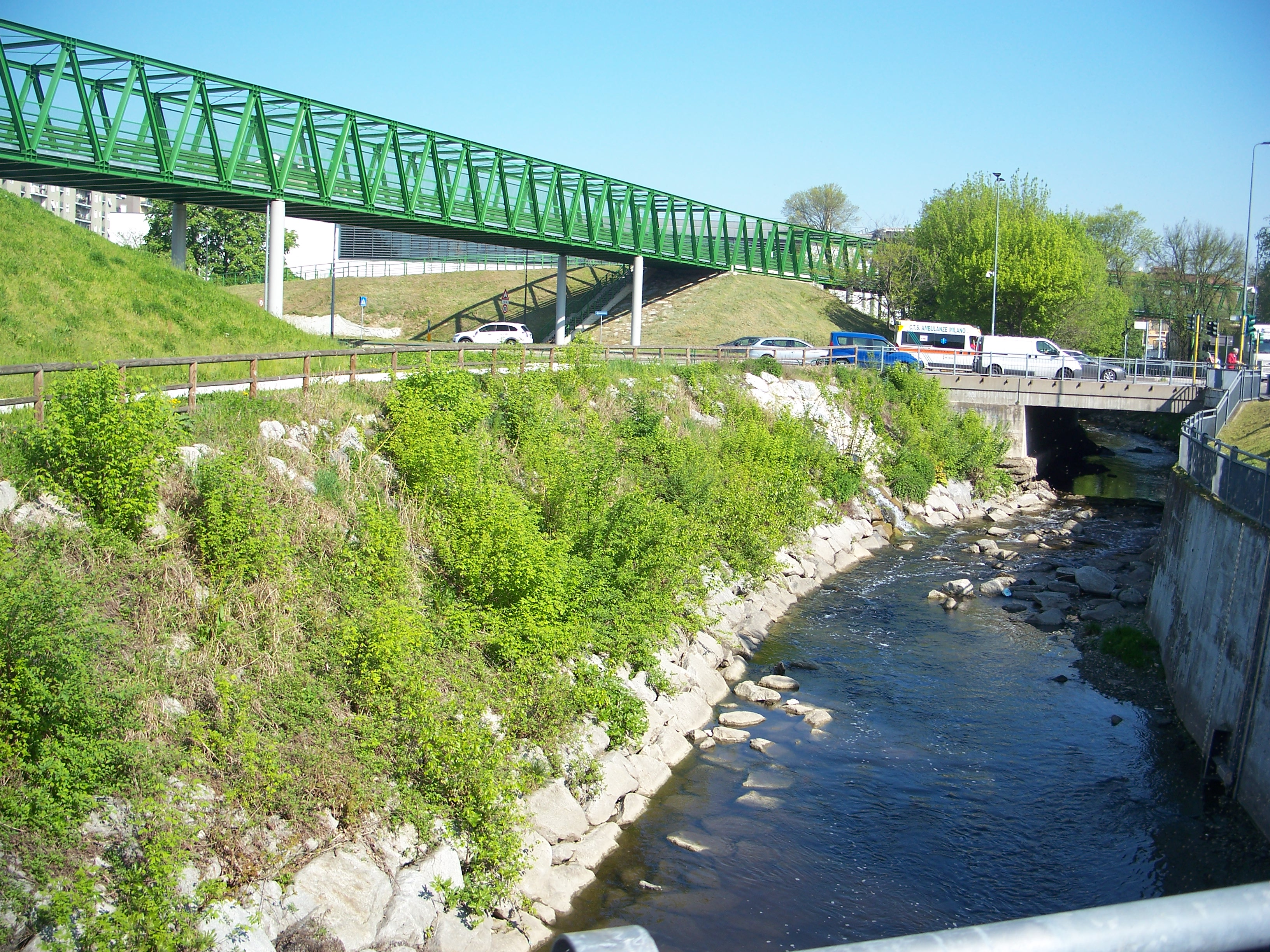
Scogliera in massi rinverdita sul fiume Seveso

Si tratta di tecniche di vario tipo che hanno come scopo la protezione dello strato superficiale del terreno da fenomeni erosivi dovuti al vento, alle precipitazioni e allo scorrimento delle acque. Comprende la semina semplice, la semina potenziata mediante l’uso di un film con concime, la posa di zolle erbose e l’idrosemina, che consiste nello spargere sul pendio una miscela di semi di varie specie erbacee e arbustive, fertilizzanti, collanti e sostanze ammendanti e fitoregolatrici.

### Rivestimenti
Costituiscono un’ampia famiglia di tecniche che utilizzano principalmente materiali fibrosi di origine naturale (ad esempio le biostuoie) o industriale (ad esempio le geostuoie), anche in combinazione tra loro, unitamente alle tecniche di inerbimento a scopi antierosivi. Le stuoie vengono stese sul pendio e fissate con picchetti. Nel caso di quelle in materiale naturale (cocco, paglia, legno..) la loro degradazione fornisce sostanza organica al terreno utile a far crescere la vegetazione.
Non tutte le tecniche sono adatte a qualunque tipologia di intervento, per la cui progettazione è necessaria un’approfondita analisi multidisciplinare delle caratteristiche del luogo. Molto spesso, inoltre, queste tecniche non vengono utilizzate singolarmente ma in modo combinato per assolvere a più funzioni contemporaneamente e migliorare l’efficacia degli interventi.